# 河合義雄
河合 義雄（かわい よしお、1954年3月27日 - ）は日本の男性声優。東京都出身。

## 人物
以前はアーツビジョンに所属していた。
教師から長老、父親と演じる役は幅広い。
特技は卓球、アイススケート。趣味は釣り、映画鑑賞、スポーツ鑑賞。

## 出演

### テレビアニメ
1977年
- 家なき子

1982年
- 超時空要塞マクロス（松木）

1983年
- 機甲創世記モスピーダ（運転手、男D）

1984年
- キャプテン翼（淳の父）
- ビデオ戦士レザリオン（隊長）
- ふしぎなコアラブリンキー（ヒクイ鳥人）

1985年
- 六三四の剣（副審）
- ルパン三世 PARTIII

1986年
- 宇宙船サジタリウス（兵隊B）

1987年
- ミスター味っ子（1987年 - 1988年、客B、鉄工所の作業員A、客C、常連客C、ゼンハオおじさん）

1988年
- キテレツ大百科（駐在）

1989年
- 魔法使いサリー（1989年版）（1989年 - 1990年、飼育係、親類A）

1990年
- ジャングルブック・少年モーグリ（オオカミB、村人）
- つる姫じゃ〜っ!（元内先生、ハゲタカ）
- 桃太郎伝説 PEACHBOY LEGEND（茶屋のおやじ）
- RPG伝説ヘポイ（1990年 - 1991年、物売り、老人）

1991年
- 緊急発進セイバーキッズ
- ゲンジ通信あげだま（あげジィ）
- 絶対無敵ライジンオー（ガードマン）
- ドラゴンクエスト ダイの大冒険（第1作）（1991年 - 1992年、長老）
- 横山光輝 三国志（1991年 - 1992年、鄧某）

1992年
- 宇宙の騎士テッカマンブレード（参謀）
- 地球SOS それいけコロリン（ゴミタロウ）
- 超電動ロボ 鉄人28号FX（大仁田）
- ツヨシしっかりしなさい（1992年 - 1993年、プロデューサー、末吉）
- 伝説の勇者ダ・ガーン（1992年 - 1993年、香坂春夫、マッハランダー、カメラマン）
- バトルファイターズ 餓狼伝説2（執事）
- 美少女戦士セーラームーン（1992年 - 1996年、部長、Drギア） - 2シリーズ
- フランダースの犬 ぼくのパトラッシュ（村人C）
- 見ると強くなる 痛快!横綱アニメ ああ播磨灘（大山）

1993年
- 南国少年パプワくん（ガンマ団員）

1994年
- 機動武闘伝Gガンダム（グラマン）
- SLAM DUNK（鬼藤）
- 逮捕しちゃうぞ（警官D、店長）
- 覇王大系リューナイト（1994年 - 1995年、海坊主、ドガ）
- マクロス7（リン）

1995年
- 愛天使伝説ウェディングピーチ（仲人、校長）
- 新機動戦記ガンダムW（ボナーパ 他）
- SLAM DUNK（愛和監督、鬼藤）
- 天地無用!（騎士・哲多）
- ヤンボウ ニンボウ トンボウ（せっかち村長）

1996年
- ドラゴンボールGT（老信者）
- ゲゲゲの鬼太郎（1996年 - 1997年、カルラ、義男、権藤、行者 他）
- 地獄先生ぬ〜べ〜（フロアマネージャー）
- YAT安心!宇宙旅行（手下、幹部）

1997年
- 吸血姫美夕（社長）

1998年
- ふしぎなメルモ（リニューアル版）（社長、先生）
- プリンセスナイン 如月女子高野球部（監督）
- 魔術士オーフェン（村人2）
- MASTERキートン（パブのバーテン）

1999年
- 下級生（土下座のマスター）
- ジバクくん（神父）
- BLUE GENDER（幹部A）

2000年
- GEAR戦士電童（出雲源太郎）
- ファーブル先生は名探偵（窃盗団のボス）

2001年
- ジーンシャフト（元老院・アシモフ）
- ゾイド新世紀スラッシュゼロ（老人）
- 爆転シュート ベイブレード（おじいさん）

2002年
- ヒートガイジェイ（リセンコ）
- フルメタル・パニック!（小菅）

2003年
- ガングレイヴ（職員、幹部）
- 釣りバカ日誌（阿久津熊吉）

2004年
- 機動戦士ガンダムSEED DESTINY（ロゴス）
- 光と水のダフネ（医師）
- MEZZO -メゾ-（馬場）
- MONSTER（2004年 - 2005年、運転手、社長）
- ローゼンメイデン（職員）
- ロックマンエグゼStream（ベンゲル）

2005年
- 奥さまは魔法少女（議員A）

### 劇場アニメ
- 超時空要塞マクロス 愛・おぼえていますか（1984年、客A）
- キャプテン翼 危うし! 全日本Jr.（1985年、吉良）
- スラムダンク 吠えろバスケットマン魂!! 花道と流川の熱き夏（1995年、医師）
- MEMORIES「大砲の街」（1995年、男）
- 機動戦士ガンダムII 哀・戦士編 特別版（2000年、コノリー）

### OVA
1985年
- メガゾーン23（伍長）

1989年
- MEGAZONE23 III（EX局員）

1990年
- サーキットの狼II モデナの剣（通行人A）
- 新カラテ地獄変（部下A）
- 聖ミカエラ学園漂流記（権左）
- ニューイヤー星調査行
- ポストの中の明日

1991年
- いしいひさいちの大政界（矢名門也）
- 人魚の森（隊長）
- 夢枕獏 とわいらいと劇場 骨董屋（井沢）

1992年
- OZ（ゴロツキB）
- 強殖装甲ガイバーII（ダイム）
- 世界の光 親鸞聖人（左大臣）
- 絶愛-1989-
- 超時空要塞マクロスII -LOVERS AGAIN-
- 魔動王グランゾート 冒険編（海賊A）
- ロードス島戦記（アシュラムの部下）

1993年
- 超時空世紀オーガス02（僧正）
- 砂の薔薇 雪の黙示録（米大統領）

1994年
- 真・孔雀王
- マクロスプラス

1995年
- 未来超獣FOBIA（校長）
- YAMATO2520（レーダー担当兵士）

1996年
- 銀河英雄伝説（ウェンツェル・フォン・ハッセルバック）
- サンクチュアリ
- レジェンド・オブ・クリスタニア（フォルティノ）

1998年
- 火聖旅団 ダナサイト999.9
- 魔界転生（武蔵の従者）

1999年
- ときめきメモリアル（国語教師）

2006年
- スカイガールズ（親方）

### ゲーム
- 北斗の拳（1995年、ザノス）
- TILK 〜青い海から来た少女〜（1997年、エドガー）
- サモンナイト（2000年、スタウト、グラムス・バーネット）

### ドラマCD
- 花のあすか組!（おっさん）
- GファンタジーコミックCDコレクション ファイアーエムブレム暗黒竜と光の剣（ムラク、ジオル）
- Weiß kreuz Dramatic Collection III Kaleidoscope Memory（老人B）

### 吹き替え

#### 映画
- アリー my Love
- アルカトラズからの脱出
- ヴァンピレラ
- サイレンサー 地球侵略 ※DVD版
- スターゲイト ※ソフト版
- トレマーズ（カーマイン）※テレビ朝日版
- 初体験/リッジモント・ハイ（チャールズ〈フォレスト・ウィテカー〉）※フジテレビ版
- 羊たちの沈没
- ロジャー・ラビット（ウィージー）

#### ドラマ
- ベイウォッチ（ニューマン）

#### アニメ
- ガジェット警部（エージェント）
- トムとジェリー「西部のあばれもの」（保安官）※DVD版
- バットマン

### 特撮
1987年
- 光戦隊マスクマン（スカルドグラーの声）

1988年
- 超獣戦隊ライブマン（ヒヒヅノーの声）

1989年
- 高速戦隊ターボレンジャー（イヌガミボーマの声、ハンコボーマの声）

1990年
- 地球戦隊ファイブマン（トラルギンの声、ゾウルギンの声、銀河忍者バツラギンの声、サメジゴクギンの声、カメレザルギンの声、テラノTVギンの声）

1991年
- 鳥人戦隊ジェットマン（魔神ムーの声）
- 特救指令ソルブレイン（擬似頭脳A320の声）

1992年
- 恐竜戦隊ジュウレンジャー（ドーラスケルトンの声、ドーラゴブリンの声、ドーララドゥーンの声、ドーラキマイラの声）

1994年
- 忍者戦隊カクレンジャー（ウミボウズの声）
- 忍者戦隊カクレンジャー（劇場版）（オオニュウドウの声）
- ブルースワット（ザザンガの声、ゲドンの声）

1995年
- 超力戦隊オーレンジャー（バラタランチュラの声）

2000年
- 未来戦隊タイムレンジャー（破壊工作員メイデンの声）

2002年
- 忍風戦隊ハリケンジャー（島忍者ギリギリガイ師の声）